# 멋쟁이사슴벌레속
멋쟁이사슴벌레속(Odontolabis) 또는 오돈톨라비스속, 광사슴벌레속은 사슴벌레과의 하위분류다. 한국에서의 이름은 일본명인 츠야쿠와가타(ツヤクワガタ)를 직역한 가칭이다.  여기에 속하는 사슴벌레는 동남아시아 도서 지역에 주로 서식하는 종으로 몸 전체에 강한 광택을 띠는 것이 특징이다.

## 분류
종과 아종을 포함하여 약 61종류가 있다.
- Odontolabis alces Fabricius, 1775 - 필리핀 제도
- Odontolabis antilope von Rothenburg, 1901 - 보르네오섬, 수마트라섬
- Odontolabis brookeana (Vollenhoven, 1861) - 보르네오섬, 수마트라섬, 자와섬
- Odontolabis burmeisteri (Hope, 1841) - 인도 남부
- Odontolabis camela Olivier, 1789 - 필리핀 제도
- Odontolabis castelnaudi Parry, 1862 - 말레이 반도, 보르네오섬, 수마트라섬
- Odontolabis cuvera Hope, 1842 - 인도, 베트남, 중국
- Odontolabis dalmani Hope & Westwood, 1845 - 수마트라섬
- Odontolabis delesserti (Guérin-Méneville, 1843) - 인도
- Odontolabis eremicola Mollenkamp, 1905 - 보르네오섬
- Odontolabis femoralis Waterhouse, 1887 – 타이, 보르네오섬
- Odontolabis gazella Fabricius, 1787 - 필리핀 제도, 말레이 반도, 보르네오섬, 수마트라섬
- Odontolabis hitam Nagai, 1986 - 수마트라섬
- Odontolabis imperialis Mollenkamp, 1904 - 필리핀 제도, 사라왁 주, 사바 주
- Odontolabis lacordairei Vollenhoven, 1861 - 수마트라섬
- Odontolabis latipennis Hope & Westwood, 1845 - 말레이 반도
- Odontolabis leuthneri Boileau, 1897 - 보르네오섬
- Odontolabis lowei Parry, 1873 - 보르네오섬, 수마트라섬, 자와섬
- Odontolabis ludekingi Vollenhoven, 1861 - 말레이 반도, 수마트라섬
- Odontolabis macrocephala Lacroix, 1984 - 타이, 베트남
- Odontolabis micros de Lisle, 1970 - 술라웨시섬
- Odontolabis mollenkampi Fruhstorfer, 1898 - 수마트라섬
- Odontolabis mouhoti Parry, 1864 - 인도차이나 반도
- Odontolabis pareoxa Bomans & Ratti, 1973 - 인도
- Odontolabis picea Bomans, 1986 - 수마트라
- Odontolabis platynota Hope & Westwood, 1845 - 미얀마, 라오스, 베트남
- Odontolabis quadrimaculata Kriesche, 1920 - 수마트라섬
- Odontolabis relucens Mollenkamp, 1900 - 수마트라섬
- Odontolabis siva Hope & Westwood, 1845 – 인도, 타이완섬, 말레이 반도
- Odontolabis sommeri Parry, 1862 – Borneo, 수마트라섬
- Odontolabis spectabilis Boileau, 1902 - 수마트라섬
- Odontolabis stevensi Thomson, 1862 - 술라웨시섬, 티모르섬
- Odontolabis versicolor Didier, 1931 - 인도
- Odontolabis vollenhoveni Parry, 1864 - 보르네오섬
- Odontolabis wollastoni Parry, 1864 – 말레이 반도, 수마트라섬
- Odontolabis yasuokai Mizunuma, 1994 - 수마트라섬